# Francesca Eastwood
Francesca Ruth Eastwood (født 7. august 1993) er en amerikansk skuespiller, model, tv-personlighed og societet. Hun er kendt for at medvirke i Mrs. Eastwood & Company, der var E!'s realityserie der omhandlede hendes familie.

## Opvækst
Eastwood blev født i Redding i Californien som datter af skuespillerne Frances Fisher og Clint Eastwood. Hun har fire halvsøstre; Kimber Tunis, Alison, Kathryn Reeves og Morgan; og to halvbrødre; Kyle og Scott. 
Hun gik på Stevenson School i Pebble Beach.

## Karriere
Eastwood medvirkede i realityserien Mrs. Eastwood & Company da det havde premiere 20. maj 2012. Det omhandlede hende, og hendes stedmor, Dina Eastwoods og hendes halvsøster Morgan Eastwood. I en episode hendes daværende kæreste, fotografen Tyler Shields, der filmer mens de brænder og ødelægger en brikintaske fra Hermès til en værdi af $100.000 under en fotosession. Dette fik folk til at sende hende dødstrusler, og der var mange andre negative reaktioner. Da Shields blev spurgt om kontroversen svarede han, at "folk bruger 200k på et albucover de bruger millioner på catering på film, de bruger penge til at skabe ting-det er alt hvad jeg gør her."
Den 29. november 2012 meddelte E! Network at Eastwood havde fået titlen som Miss Golden Globe 2013. I 2005 modtog hende halvsøster Kathyl Eastwood samme pris.
I 2014 havde hun en lille birolle i filmen Jersey Boys, der er instrueret og produceret af hendes far.

## Privatliv
I 2012 boede hun og kæresten, Tyler Shields, sammen i Los Angeles.
I 2013 boede hun stadig i Los Angeles og gik på University of Southern California.
Den 17. november 2013 giftede hun sig med Jordan Feldstein, der er Jonah Hills bror, ved en lille cerimoni i spillebyen Las Vegas i Nevada. Den 25. november ansøgte Eastwood om at få annulleret ægteskabet efter kun en uges sammen.

## Filmografi
| År   | Titel                       | Rolle               | Noter                  |
| ---- | --------------------------- | ------------------- | ---------------------- |
| 1995 | The Stars Fell on Henrietta | Mary Day            |                        |
| 1999 | True Crime                  | Kate Everett        |                        |
| 2012 | Mrs. Eastwood & Company     | Sig selv            | TV serier (7 episoder) |
| 2014 | Jersey Boys                 | Tjener              |                        |
| 2014 | Perception                  | Model hallucination | TV serie (1 episode)   |
| 2015 | Wuthering High School       | Ellen               | TV film                |
| 2015 | Final Girl                  | Gwen                |                        |
| 2015 | Mother of All Lies          | Sara                | TV film                |
| 2015 | Girl Missing                | Jane                | TV film                |
| 2015 | Kids vs Monsters            | Candy               |                        |
| 2015 | Heroes Reborn               | Molly Walker        | TV-serie (3 episoder)  |
| 2016 | Outlaws and Angels          | Florence Tildon     |                        |